# MTV News
MTV News é a divisão de notícias da MTV, uma das primeiras e mais populares emissoras de televisão musicais dos Estados Unidos. A MTV News teve início no final da década de 1980 com o programa The Week in Rock, apresentado por Kurt Loder. Em 2008, a MTV News promoveu um debate entre Barack Obama e Hillary Clinton sobre a Guerra do Iraque.